# Francisco González de la Riva y Vidiella
Francisco González de la Riva y Vidiella, IX marqués de Villa Alcázar (Cádiz, 1885 - Madrid, 8 de septiembre de 1967) fue un ingeniero agrónomo español, egresado de la Universidad Politécnica de Madrid. De 1934 a 1967 dirigió todo el proceso de realización de 70 documentales de gran interés pedagógico influenciados por la ideología dominante sobre distintas producciones agrarias, ganaderas y forestales. Gran Cruz del Mérito Agrícola
Su clarividencia sobre la importancia de la cinematografía como género divulgativo y formativo, su profesionalidad, dedicación y conocimientos técnicos de dirección, guion, música, locución, fotografía y animación propiciaron la etapa más fecunda de la producción cinematográfica propia del Ministerio de Agricultura.

## Biografía

### Infancia y formación
Nació el 2 de mayo de 1885 en Cádiz y falleció en Madrid el 8 de septiembre de 1967. Era hijo de León González de la Riva y Trespalacios, Teniente Coronel de Artillería, y de Emilia Vidiella y Andreu. Francisco fue el tercer miembro de una familia que contaba con cuatro hermanas más. Vivió en Cádiz hasta los 10 años trasladándose posteriormente a Madrid. Animado por su padre, en su tiempo libre trabajó como aprendiz de una carpintería, iniciándose así en los oficios manuales, habilidad que le fue de gran ayuda en sus posteriores trabajos y montajes cinematográficos.
Debido al ambiente cultural familiar, a una muy temprana edad hablaba inglés y francés, tenía gran afición a la lectura y sentía verdadera debilidad por la música clásica. Esto podría explicar la cuidada selección de fondos musicales empleados en sus películas.
A los 14 años, aprovechando una estancia de su padre en Suiza para probar un nuevo modelo de “Telémetro“ y su uso en el tiro de artillería de batería de costa, cursó los dos años de bachiller superior en el internado de La Chatelaine, Ginebra. Realizó sus estudios de Ingeniero Agrónomo en la Universidad Politécnica de Madrid. Debido al repentino fallecimiento de su padre, se vio en la necesidad de colaborar activamente en el mantenimiento de su familia, compaginando los estudios universitarios con la venta de vehículos de la marca Winaud de Gangan.

### Estancia en Estados Unidos
Concluida la carrera, en 1918 se trasladó a Los Ángeles – California- para hacerse cargo de la Administración de los intereses de su pariente Gregorio del Amo, actividad que desarrollaba en paralelo con la de miembro del Consejo de Administración del Union Bank. Desempeñó durante diez años, de manera altruista, la labor de asesor en la Embajada de España, siendo nombrado Ingeniero Agrónomo Agregado a la misma en 1925.
El 26 de diciembre de 1923 contrajo matrimonio con Adelaida Duque y Galdós en Los Ángeles. En octubre de 1924 nació su única hija Elena.
Fue el precursor y organizador de la Fundación del Amo. Esta Fundación estuvo becando durante más de dos décadas el intercambio de estudiantes españoles para completar su formación con estudios de postgrado o MBA en universidades americanas y españolas, formando a importantes profesionales españoles desde los años 50 hasta 1975. Ejerció de vicepresidente hasta el día de su fallecimiento y siempre participó personalmente, de manera muy activa, en la selección de candidatos.
Fue el representante de España en los Juegos Olímpicos de Los Ángeles 1932. Ese mismo año, de vacaciones en España con la familia, y casi sobre la marcha, decidieron trasladar su residencia de Los Ángeles a Madrid.

### La segunda República, huida y vuelta a empezar
El 9 de febrero de 1933 es nombrado Jefe de Sección de Publicidad y Publicaciones del Instituto de Reforma Agraria de la Segunda República, donde inicia su magnífica labor de producción documental cinematográfica. El 7 de noviembre de 1936 fue detenido por la policía bajo la acusación de pertenecer a la movilización de las Juventudes de Acción Propagandística de la CEDA. Después de pasar por la Brigada de Investigación Criminal y la Dirección General de Seguridad fue conducido a la Cárcel Modelo en la que permaneció hasta su destrucción por bombardeo, trasladándole la noche del 17 a la Cárcel de Mujeres de Ventas, donde fue juzgado por el Tribunal Popular el 31 de diciembre. Gracias a la intervención del Embajador de Chile, de personal de la Embajada de Estados Unidos (estaba casado con una norteamericana) y por los testimonios del Ingeniero Agrónomo D. Alejandro Vázquez Gutiérrez, resultó absuelto.
Ante nuevas presiones de la policía, se marcha el 21 de junio de 1937 de España con destino a Londres y, después de un periplo por Francia, Reino Unido y Portugal, llega a Salamanca el 14 de julio para reunirse con su familia. Desde esa ciudad e instalado en la residencia del Sr. Conde de la Florida, que en esos momentos residía en la Casa de las Conchas, dirige un escrito al Presidente de la Comisión de Agricultura y Trabajo Agrícola, en el que tuvo que manifestar su identificación “con el Movimiento Salvador que dirige el Generalísimo”. En este escrito, incluye como personas de aval, al propio conde de la Florida, al marqués de Rozalejo, gobernador civil de Guipúzcoa, al conde de la Granja, de la Comandancia Militar de Irún y al conde de Alcubierre de Salamanca.

## Obra cinematográfica
El 4 de septiembre de 1937 es destinado por el presidente de la Junta técnica del Estado (Comisión de Agricultura) al Servicio Provincial de Reforma Agraria de Salamanca. Desde 1940, cuando solicitó la creación de un servicio de cinematografía en el Ministerio, que fue adscrito a la Sección de Publicaciones, Prensa y Propaganda, desarrolló una impresionante tarea de divulgación de los conocimientos agrícolas, ganaderos y forestales del momento y de la política de colonización, a través de la producción documental cinematográfica, llegando a realizar cerca de 70 películas desde 1934 a 1966.

[...] Las primeras películas hechas bajo mi dirección fueron “El barbecho”, “Abonos” y “Semillas”, realizadas antes de nuestra guerra de liberación. El año 1940 expuse al Subsecretario de Agricultura y a la Junta Asesora de Publicaciones y Propaganda de dicho Ministerio la idea de impulsar la realización de películas educativas, cortas y sonoras, que considero como el mejor medio de divulgación para enseñar y aconsejar a quienes viven por entero en el medio rural y entre quienes hay, desgraciadamente, un elevado tanto por ciento de analfabetismo. Más eficaz que la lectura de un folleto, por muy sencilla que sea la forma de expresión que en el se emplee, es la proyección de unos metros de película, porque así el hombre de campo ve y oye al mismo tiempo lo que le interesa aprender.

Su obra cinematográfica quedará encuadrada dentro de la denominada Revolución Pasiva que busca producir otra comprensión de la explotación agraria.
Para la realización de los tres últimos documentales “Con las máquinas, precaución”, “Productos fitosanitarios” y “Panorama frutal” fue contratado específicamente en 1966 por la Dirección General de Capacitación Agraria del Ministerio de Agricultura. 

[...] Lo primero es la “charla” que encierra la lección que cada película lleva, porque el Ministerio no hace películas como “espectáculo”, sino como “enseñanza”. Y luego, la misión de la cámara es recoger imágenes que apoyen, con su ejemplo, la lección de la charla [...] Finalmente, el montaje, que es cuestión de muchos días, y la parte musical, más cuidada de lo usual [...] Para la música se emplea un sexteto compuesto por grandes figuras, al frente del cual está el maestro Leoz, y sus programas se componen de música clásica, que va siguiendo en todo momento el ambiente de la imagen.

Francisco González de la Riva y Vidiella, marqués de Villa Alcázar, ha sido la persona que más significativamente ha contribuido a la creación de una original etapa de producción documental cinematográfica propia del Ministerio. Su clarividencia sobre la importancia de la cinematografía como género documental específico e instrumento formativo, su profesionalidad, dedicación y conocimientos técnicos de dirección, guion, música, locución, fotografía y animación, propiciaron la etapa más fecunda de la producción cinematográfica agraria española.

## Artículos publicados por el Marqués de Villa-Alcázar
- "Cinematografía agrícola, forestal y ganadera" Conferencias pronunciadas en la emisión Radio Agrícola. Ministerio de Agricultura, 1944
- "El cine aplicado a la divulgación agrícola" publicado en la Revista Española de Pedagogía.1951